# Arthur von Lüttwitz
Pour les articles homonymes, voir Lüttwitz.
 (juin 2023).
Arthur Rudolph baron von Lüttwitz, né le 9 avril 1865 au château de Lodygowitz en Silésie et mort le 6 mai 1928 à Baden-Baden, est un lieutenant général prussien et attaché militaire.

## Biographie

### Famille
Arthur est le fils du propriétaire du manoir Max baron von Lüttwitz (mort en 1897) et de sa femme Irma, née von Gaal-Gyula (1840-1915). En 1892, il se marie avec l'Américaine Mary Curtis-Cary, issue d'une famille de haut rang de Cleveland (Ohio).
Mary Curtis-Cary a fait les gros titres des principaux journaux américains en mars 1920 parce que les journalistes américains ont confondu Arthur avec Walther von Lüttwitz. On a dit que le chef militaire du putsch de Kapp est marié avec elle; le New York Times en a même fait une partie de leur titre de première page,.

### Carrière militaire
Le 13 avril 1882, Lüttwitz, issu du corps des cadets, rejoint l'armée prussienne comme sous-lieutenant dans le 3e régiment de grenadiers. De février à octobre 1886, Lüttwitz est commandé à la compagnie de la Garde du château avant de prendre ensuite le poste d'adjudant du bataillon de fusiliers dans son régiment principal, qu'il occupe jusqu'à la fin de 1889. En tant que premier lieutenant, Lüttwitz est commandé le 1er octobre 1890 à l'académie de guerre, où il est formé jusqu'à fin juillet 1893, pendant près de trois ans, pour devenir officier d'état-major général. Il est ensuite affecté, avec effet au 1er avril 1894, au grand état-major général, où il est promu capitaine en mars 1895. Au sein de l'état-major général, il occupe notamment, à partir de mars 1896, le poste de directeur de la topographie au sein de au service topographique.
En mai 1898, Lüttwitz est envoyé comme attaché militaire à l'ambassade de l'Empire allemand à Londres en tant qu'attaché militaire, où il est chargé de gérer les relations militaires de l'Empire allemand avec l'Empire britannique. En sa qualité d'attaché militaire, Lüttwitz est autorisé à partir d'octobre 1899 à observer la direction de la guerre britannique dans la guerre des Boers à leur quartier général. En décembre 1900, Lüttwitz, avec le grade de major, est muté comme attaché militaire à l'ambassade de l'Empire allemand à Saint-Pétersbourg, où il reste en poste jusqu'au milieu de l'année 1904. À son retour en Empire allemand, il est affecté en avril 1906 au 4e régiment de grenadiers de la Garde, dont il dirige le 1er bataillon. Il commande le 1er bataillon. En août 1907, Lüttwitz retourne au Grand État-major général, où il devient chef de division en mars 1908. Peu après, début mai 1908, il est promu lieutenant-colonel. Fin avril 1911, Lüttwitz est promu colonel. À partir d'octobre 1912, il prend le commandement du 76e régiment d'infanterie. Avec sa promotion au grade de major général, il devient le 22 avril 1914 commandant de la 39e brigade d'infanterie.
Après le déclenchement de la Première Guerre mondiale, Lüttwitz est transféré le 1er août 1914 au commandement suprême de l'armée. Trois semaines plus tard, il est déjà nommé gouverneur militaire allemand de Bruxelles, où il est affecté à partir d'octobre 1914 en tant que chef d'état-major général dans le gouvernement général de Belgique. Fin novembre 1914, Lüttwitz reçoit le commandement de la 38e brigade d'infanterie. Quelques mois plus tard, fin mars 1915, il prend le commandement du 221e brigade d'infanterie, puis brièvement, en août 1915, commandement de la 40e brigade d'infanterie, et enfin de fin août 1915 à avril 1916 commandement de la 20e division d'infanterie. De fin avril à août 1916, Lüttwitz est l'intendant général adjoint de l'armée de terre avant d'être nommé intendant général le 21 août 1916.
À partir de janvier 1917, Lüttwitz prend le commandement de la 16e division d'infanterie. En octobre 1917, il mène les batailles défensives de la division sur le front près de Poelkapelle et Paschendaele. À ce titre, il réussit à repousser trois attaques d'unités britanniques, malgré le soutien de l'artillerie lourde. Pour cet exploit, attribué en grande partie au commandement de Lüttwitz, il est décoré de l'ordre Pour le Mérite le 8 novembre 1917.
Le 15 septembre 1918, Lüttwitz se voit confier le commandement du 38e corps de réserve. Deux semaines plus tard, il reçoit l'ordre de fortifier la position sur la Meuse. Le 16 novembre 1918, il est nommé général commandant du corps d'armée. Le 13 janvier 1919, il est mis à disposition de l'armée en tant qu'officier et est finalement retiré du service actif le 3 mai 1919.
Après avoir quitté l'armée, Lüttwitz s'installe à Baden-Baden, où il habite au 3 de la Ludwig-Wilhelm-Str.

### Décorations militaires
- Ordre de l'Aigle rouge de 3e classe avec épées sur l'anneau avec couronne[9]
- Ordre de la Couronne de 3e classe[9]
- Chevalier de justice de l'ordre de Saint-Jean[9]
- Croix de décoration de service prussien[9]
- Chevalier de 1re classe de l'ordre de Philippe[9]
- Chevalier de l'ordre de la Couronne de Wende[9]
- Commandeur de l'ordre du Griffon[9]
- Chevalier de 1re classe de l'ordre de Frédéric[9]
- Commandant de 2e classe de l'ordre de Dannebrog[9]
- Officier de la Légion d'honneur[9][Quand ?]
- Commandeur de l'ordre royal de Victoria[9]
- Commandeur de l'ordre des Saints-Maurice-et-Lazare[9]
- Ordre de la Couronne de fer de 2e classe[9]
- Chevalier de l'ordre militaire d'Aviz[9]
- Commandant de l'Étoile de Roumanie[9]
- Ordre de Saint-Stanislas de 2e classe[9]
- Commandeur de l'Ordre de l'Épée[9]

## Travaux
- Das Angriffs-Verfahren der Japaner im ostasiatischen Kriege 1904/05, Berlin, 1906.
- Das Ulanen-Regiment Kaiser Alexander III. von Rußland (Westpreußen) Nr. 1. 1913-1920. Erinnerungsblätter deutscher Regimenter. Oldenburg 1932.